# Bulbophyllum sawiense
Bulbophyllum sawiense är en orkidéart som beskrevs av Johannes Jacobus Smith. Bulbophyllum sawiense ingår i släktet Bulbophyllum och familjen orkidéer. Inga underarter finns listade i Catalogue of Life.